# أنا في عينيه (فلم)
أنا في عينيه  فيلم دراما مصري للمخرج سعد عرفة عام 1981 قصة سلمى شلاش، سيناريو وحوار أحمد صالح. الفيلم من بطولة نجلاء فتحي، محمود عبدالعزيز، تحية كاريوكا، وحسن مصطفى  وتدور الأحداث عن الفتاة الفقيرة آمال التي تصاب في حادث سيارة الشاب العابث عادل وتنشأ علاقة حب بينهم وتحاول آمال إصلاح عادل ليسير في الطريق القويم.
صدر الفيلم إلى دور العرض المصرية 20 يوليو 1981.
منح موقع قاعدة بيانات الأفلام العربية «السينما.كوم» الفيلم درجة 5.1/ 10.

## طاقم التمثيل
نجلاء فتحي: في دور آمال
محمود عبد العزيز: في دور عادل عبد الجواد
تحية كاريوكا: في دور الست تفيدة (والدة آمال)
حسن مصطفى: في دور خليل (وكيل أعمال عادل)
فكري أباظة: في دور عمر عبد الحميد (ابن عم آمال)
منى عبد الله: في دور عشيقة عادل
مختار السيد: في دور الطبيب
بالاشتراك مع: سيد مصطفى - بدرية عبد الجواد 

## أحداث الفيلم
تعيش الفتاة الفقيرة آمال (نجلاء فتحي) مع والدتها الست تفيدة (تحية كاريوكا) في حي السيدة زينب بمعاش 20 جنيه، ولا يكاد يكفي احتياجاتهم. تستعد آمال لأداء اختبار الثانوية العامة بعد عشرة أيام، وأقصى طموحاتها أن تتخرج من كلية الطب، لكي تعيش بوضع مناسب، ولسوء الحظ يصدمها الشاب العابث عادل عبد الجواد (محمود عبد العزيز) بسيارته المسرعة أمام مدرستها، وتنقل للمستشفى الخاص، وترفض والدتها إبلاغ الشرطة عندما تعهد عادل بعلاجها على نفقته الخاصة. قضت آمال بالمستشفى 3 شهور وفقدت فرصة التحاقها بالجامعة. استغلت صاحبة البيت غياب آمال وأمها واستولت على الشقة، لعجزهم عن تسديد الإيجار لفترة طويلة، ولكن عادل منحهم شقة فوق سطح عمارته المطلة على النيل، وأمدهم بالمال، لتتصور الست تفيده، أن عادل قد أعجب بإبنتها آمال ويريد الزواج بها. كان عادل شابا ثريا وعاطلا، ترك له والده مالا وفيرا والعديد من العقارات على نيل القاهرة، بالإضافة للمصنع الكبير الذي كون كل تلك الثروة، وهو المصنع المتوقف عن العمل بسبب مصرع والد عادل به، وكان المتسبب في مصرعه، عادل نفسه عندما كان صغيرا يعبث بأزرار الكهرباء، لذلك ترسخت عقدة نفسيه بداخله، وكره رؤية المصنع فأغلقه. عاش عادل حياة عابثة مستمتعا بميراثه في الحفلات والسهرات الراقصة والشراب لأصدقائه المنتفعين بثروته ولصديقاته وعشيقاته. حاول عادل العبث مع آمال فلم يفلح، وأغدق عليها بالهدايا والملابس، والحياة المترفة التي كانت تفتقدها، وصاحبها إلى أماكن لم ترتادها من قبل، ولكن كل ذلك لم يفلح، ولو بدعوى الحب. غادرت آمال ووالدتها الشقة التي تفضل بها عادل عليهم لتقيم لدى قريبهم الوحيد عمر عبد الحميد (فكرى أباظة) وهو ابن عم آمال ويعمل في قسم الحسابات بأحد الصحف اليومية، ولكنه نجح في نشر بعض الكتب الدبية كانت الأدبية وأصبح صحفي ناجح. كان عمر يحب ابنة عمه آمال، التي كانت تراه مثل أخيها. بعد فراق عادل وآمال، شعر كل منهما بعاطفة حقيقية نحو الآخر، فتلاقيا مرة أخرى وتزوجا. بدأت آمال في محاولة تغيير حياة عادل، خصوصا بعد ان أصبحت حاملاً، ولكن عادل لم يتحمل الحاحها وضغطها عليه، فقام بصفعها، وحضر ابن عمها عمر المشاجرة، وحاول الدفاع عن آمال، لتنشب معركة بين عادل وعمر، وتسقط آمال وتفقد جنينها بالمستشفى وتسوء حالتها النفسية، وتطلب عدم رؤية عادل، الذي يشعر بالألم لفقده إبنه وحبيبته آمال في نفس الوقت. أيقن عادل أن آمال لن تسامحه، بعد ان تسبب في فقدها للجنين فحاول إصلاح حياته وأقدم على إعادة فتح المصنع من جديد، ليصبح إنسانا عاملا، وعادت له آمال لتبدأ معه رحلة عمل وحياة جديدة.

## روابط خارجية
- مقالات تستعمل روابط فنية بلا صلة مع ويكي بيانات
- أنا في عينيه على موقع الدهليز
- أنا في عينيه على موقع كاروهات

https://letterboxd.com/film/me-in-his-eyes/ أنا في عينيه
https://www.themoviedb.org/movie/724218 أنا في عينيه